# 69e régiment d'artillerie (France)
Pour les articles homonymes, voir 69e régiment.
Le 69e régiment d'artillerie est une unité militaire française de la Seconde Guerre mondiale et de la guerre d'Indochine. Créé en 1939 comme 69e régiment d'artillerie mobile de forteresse, il disparaît pendant la bataille de France. Recréé en 1943 comme 69e régiment d'artillerie d'Afrique, il participe à la libération de la France puis opère en Indochine jusqu'en 1955.

## Créations et différentes dénominations
- août 1939 : formation du 69e régiment d'artillerie mobile de forteresse (69e RAMF) par dédoublement du 59e régiment d'artillerie de région fortifiée[1]
- juin 1940 : le régiment est capturé[1]
- 1943 : formation du 69e régiment d'artillerie d'Afrique (69e RAA), parfois 69e régiment d'artillerie d'Afrique (69e RAM), par dédoublement du 63e régiment d'artillerie d'Afrique[2]
- 1946 : dissous, sauf le IIIe groupe (III/69e RAA)[2]
- mai 1948 : le IIIe groupe devient la 9e batterie autonome[2]
- 1952 : dissolution de la 9e batterie[2]
- septembre 1952 : formation des Ier et IIe groupes du 69e régiment d'artillerie d'Afrique (I/69e RAA et II/69e RAA)[2]
- octobre 1954 : nouvelle formation du 69e régiment d'artillerie d'Afrique par regroupement des deux groupes autonomes du 69e RAA[2]
- 1955 : dissolution du régiment[2]

## Historique des campagnes et batailles du69erégimentd'artillerie

### Historique du69eRAMF
Le 69e RAMF est formé du 22 au 26 août à partir du IIe groupe du 59e régiment d'artillerie de région fortifiée. Équipé de deux groupes de canons de 75 modèle 1897 tractés et d'un groupe de canons de 155 court modèle 1917 tractés (soit 24 canons de 75 et 12 canons de 155), il constitue l'artillerie d'intervalles du secteur fortifié de Haguenau de la ligne Maginot.
Lors du repli des unités de la ligne Maginot en juin 1940, il fait partie de la division de marche Regard puis à partir du 16 du groupement Duluc, il passe par Saverne, Sarrebourg et Blâmont pour arriver à Luxeuil-les-Bains le 16 ; il défend Lure et Saint-Sauveur le 17, puis se replie par le col des Croix le 19, Rupt-sur-Moselle le 20 pour finir au Thillot le 22.

### Historique du69eRAA

#### Seconde Guerre mondiale
Le 69e RAA est formé en 1943 à Fès (Maroc), à partir des trois groupes de montagne du 63e RAA. Formé de trois groupes de canons de 75 de montagne modèle 1928 transportés par mulets (le Ier groupe reçoit plus tard des canons américains), il constitue l'artillerie de la 4e division marocaine de montagne.
Il participe à la campagne d'Italie puis à la libération de la France. Fin 1944, il quitte la 4e DMM et rejoint le front des Alpes où il soutient la 27e division alpine.

#### Guerre d'Indochine
Le régiment est dissous en février 1946. Cependant son troisième groupe est dirigé fin décembre 1945 vers l'Indochine. Embarqué à Marseille en février 1946, il reçoit du matériel venu des Indes britanniques. Il opère en Cochinchine puis au Tonkin à partir d'octobre 1947. Dissous en mai 1948, sa 9e batterie continue d'exister de manière autonome jusqu'en 1952.
En septembre 1952, les 1er et 2e groupes d'artillerie du Centre-Annam (formés en juillet) sont renommés Ier et IIe groupes du 69e régiment d'artillerie d'Afrique.
Le régiment lui-même est recréé le 1er octobre 1954 à partir des deux groupes du 69e RAA, renforcé le 1er novembre 1954 du groupe de marche du 64e RAA. Il est subordonné à la nouvelle 1re division d'infanterie nord-africaine d'Extrême-Orient.

#### Dissolution
Rapatrié au Maroc en 1955, le régiment y est dissous.

## Chefs de corps
- août 1939 - mai 1940 : lieutenant-colonel Malgras[1]
- mai - juin 1940 : chef d'escadron puis lieutenant-colonel Cruse[1]
- 1943 - ? : lieutenant-colonel Cérisier[5]

## Étendard
Il porte, cousues en lettres d'or dans ses plis, les inscriptions suivantes :
- Rome 1944
- Indochine 1946-1954

## Insignes

### Insignes du69eRAA
Le premier insigne du régiment présente, dans un triangle pointe en bas, un dragon crachant du feu devant un paysage de montagne. En pointe, une étoile marocaine, en canton les chiffres 69. Cet insigne est fabriqué par Drago vers 1945 puis artisanalement en Indochine.
Le IIIe groupe puis la 9e batterie adoptent ensuite un insigne où le dragon crachant le feu est placé directement sur une étoile marocaine.
En 1953, le régiment adopte un nouvel insigne : le dragon change de forme et ne crache plus de feu. Il est inscrit dans un croissant et chargé de l'étoile marocaine.